# Carlo Lauberg
Carlo Lauberg, divenuto poi Charles Jean Laubert (Teano, 8 settembre 1762 – Parigi, 3 novembre 1834), è stato un politico, rivoluzionario e scienziato italiano naturalizzato francese, fondatore della Società Patriottica Napoletana, primo club giacobino d'Italia, fu tra i protagonisti della Repubblica Partenopea, divenendone primo Presidente del Governo Provvisorio.

## Biografia
Figlio di un ufficiale di origini valloni appartenente all'esercito spagnolo che aveva accompagnato Carlo di Borbone alla conquista del Regno di Napoli nel 1734, dopo essere stato professore di matematica e scienze nelle regie scuole di Chieti e alla Nunziatella e, in gioventù, chierico scolopio, nel 1792 Carlo Lauberg, con Annibale Giordano, aprì a Napoli la cosiddetta Accademia di Chimica, che divenne un circolo a favore della Rivoluzione francese. Alle sue sedute partecipavano molti giovani studenti filo-repubblicani, come ad esempio Antonio Savaresi. Alla fine del 1792 fu uno dei napoletani che incontrarono l'ammiraglio francese Latouche-Tréville e che, a causa di questi incontri, furono perseguitati da Ferdinando IV di Napoli. Massone, nel 1793, a partire dalle Logge massoniche, Lauberg fondò con altri Fratelli, tra cui Francesco Saverio Salfi e Francesco Mario Pagano, la "Società patriottica" o "Società Giacobina di Napoli". Nel 1794 fu costretto a fuggire da Napoli e riparò ad Oneglia, conquistata un anno prima dalle truppe francesi del generale Anselme ed amministrata allora dal commissario rivoluzionario Filippo Buonarroti,con il compito assegnatogli di affiliare i giacobini di Napoli ai Club dei regni dell’Italia e della Francia .Si arruolerà in seguito come farmacista nel corpo della Sanità militare.
Sceso in Italia nel 1796 al seguito dell'armata napoleonica, Carlo Lauberg ritornò a Napoli assieme al generale Championnet il 5 dicembre 1798. Il 23 gennaio 1799 (4 piovoso del nuovo calendario), con decreto di Championnet, fu nominato presidente del governo provvisorio e costituente della Repubblica Partenopea. Come molti governanti che erano stati esuli in Francia, anche Lauberg fu giudicato un intransigente e la sua politica avversata sia dai "buoni repubblicani" (moderati) di Ignazio Ciaia sia dagli ex-aristocratici. L'autorità di Carlo Lauberg inoltre risentì negativamente delle difficoltà dello stesso Championnet, il quale era stato richiamato in Francia, tratto in arresto il 24 febbraio 1799 e sostituito dal generale Étienne MacDonald. Pertanto, il 25 febbraio 1799 Carlo Lauberg venne sostituito alla guida della Repubblica napoletana da Ignazio Ciaia.
Abbandonata l'attività politica, ritornò in Francia dove si dedicò alla professione di farmacista. Ottenuta la cittadinanza francese, mutò il proprio nome in Charles Jean Laubert, e visse a Parigi dove svolse anche attività di ricerca: suo fu l'isolamento e lo studio delle proprietà della quinquina.
Lauberg aderì anche al culto deista della teofilantropia, proponendo con altri l'istituzione di un club teofilantropico a Milano.

## Scritti
- Annibale Giordano e Carlo Lauberg, Principj analitici delle matematiche, vol. 2, Napoli, Gennaro Giaccio, 1792.
- Relazione sulla condotta tenuta dai Romani verso i Francesi dall'epoca della pace di Tolentino fino al giorno d'oggi, Venezia, Giovanni Zatta, 1797.[7]

## Onorificenze

### Riconoscimenti
- Membro della Académie nationale de médecine.
- Porta il suo nome il genere Laubertia delle Apocynaceae[8]